# Черв'яга паранська
Черв'яга паранська (Siphonops paulensis) — вид безногих земноводних родини Кільчасті черв'яги. Він поширений у країнах Південної Америки (Аргентина, Болівія, Бразилія і Парагвай). Його природним середовищем проживання є субтропічні або тропічні сухі ліси, савана, субтропічні або тропічні сухі чагарники, субтропічні або тропічні сезонно вологі або затоплювані низовини, пасовища, плантації, сільські сади.